# Теодоряну, Йонел
Йонел Теодоряну (рум. Ionel Teodoreanu; 7 января 1897, Яссы — 3 февраля 1954, Бухарест) — румынский писатель. Известен своими произведениями для детей и юношества.
Получил юридическое образование, но занялся литературой, опубликовав в 1919 году поэму в прозе «Игрушки для Лили» («Jucării pentru Lily») в журнале «Литературные заметки» («Însemnări literare»). В 1923 году вышел первый сборник рассказов «Улица детства» («Uliţa copilăriei»). Сотрудничал с Гарабетом Ибрэиляну в его журнале «Румынская жизнь» («Viaţa Românească»). Автор более 20 книг, главное произведение — трилогия с автобиографическими эпизодами «В Меделень» («La Medeleni», «Изменчивая граница», 1925; «Дороги», 1925; «Среди ветров», 1927), повествующая о первых десятилетиях XX века. В последующих произведениях отошёл от темы детства. Мемуары «Застолье теней» («Masa umbrelor», 1946).
Похоронен в Бухаресте на кладбище Беллу.

## Семья
Жена: Теодоряну, Стефана Велизар — румынская романистка, поэт и переводчик.